# Linka 8 (metro v Ciudad de México)
Linka 8 je jedna z linek metra v Ciudad de México, je značena zelenou barvou. Linka má 19 stanic a dlouhá je 20,078 km.

## Chronologie otevírání jednotlivých úseků
| Úsek                             | Datum otevření    |
| -------------------------------- | ----------------- |
| Garibaldi - Constitución de 1917 | 20. července 1994 |

## Provoz
Linka 8 se kříží s linkami metra 1, 2, 4, 9, B, 12 a linkami Metrobusu 2, 4, 7.

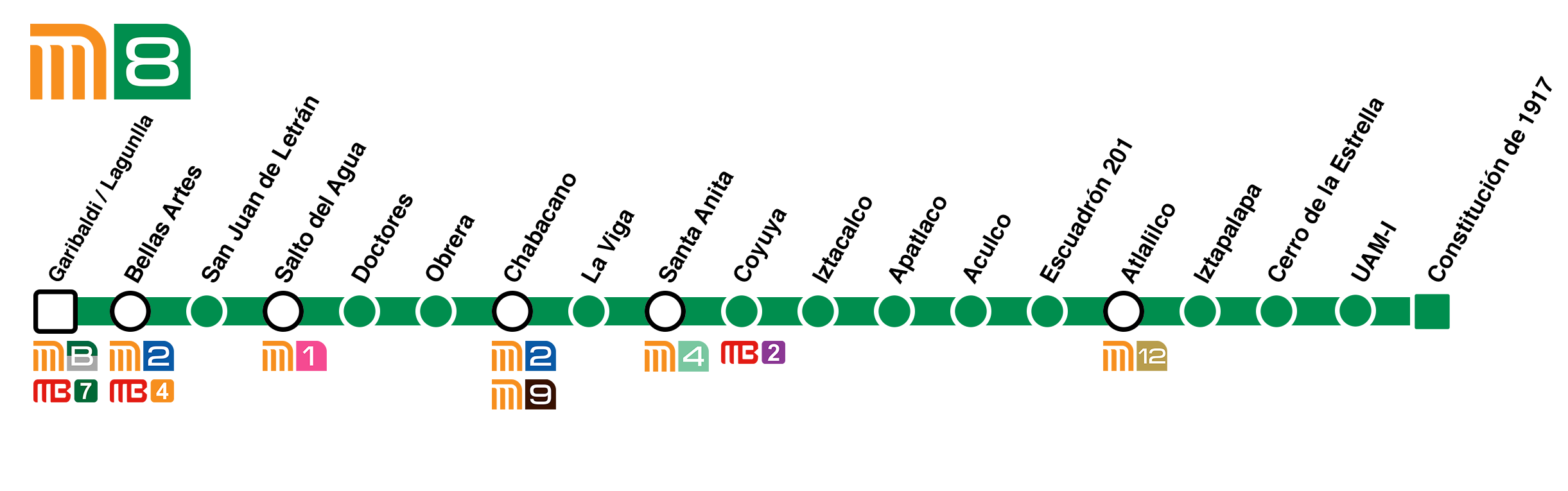
Plán Linky 8

### Seznam stanic
| Linka 8 | Linka 8               | Linka 8  | Linka 8             |
| Č.      | Stanice               | Přestupy | Městský obvod       |
| ------- | --------------------- | -------- | ------------------- |
| 1       | Garibaldi / Lagunilla |          | Cuauhtémoc          |
| 2       | Bellas Artes          |          | Cuauhtémoc          |
| 3       | San Juan de Letrán    |          | Cuauhtémoc          |
| 4       | Salto del Agua        |          | Cuauhtémoc          |
| 5       | Doctores              |          | Cuauhtémoc          |
| 6       | Obrera                |          | Cuauhtémoc          |
| 7       | Chabacano             |          | Cuauhtémoc          |
| 8       | La Viga               |          | Venustiano Carranza |
| 9       | Santa Anita           |          | Iztacalco           |
| 10      | Coyuya                |          | Iztacalco           |
| 11      | Iztacalco             |          | Iztacalco           |
| 12      | Apatlaco              |          | Iztapalapa          |
| 13      | Aculco                |          | Iztapalapa          |
| 14      | Escuadrón 201         |          | Iztapalapa          |
| 15      | Atlalilco             |          | Iztapalapa          |
| 16      | Iztapalapa            |          | Iztapalapa          |
| 17      | Cerro de la Estrella  |          | Iztapalapa          |
| 18      | UAM-I                 |          | Iztapalapa          |
| 19      | Constitución de 1917  |          | Iztapalapa          |

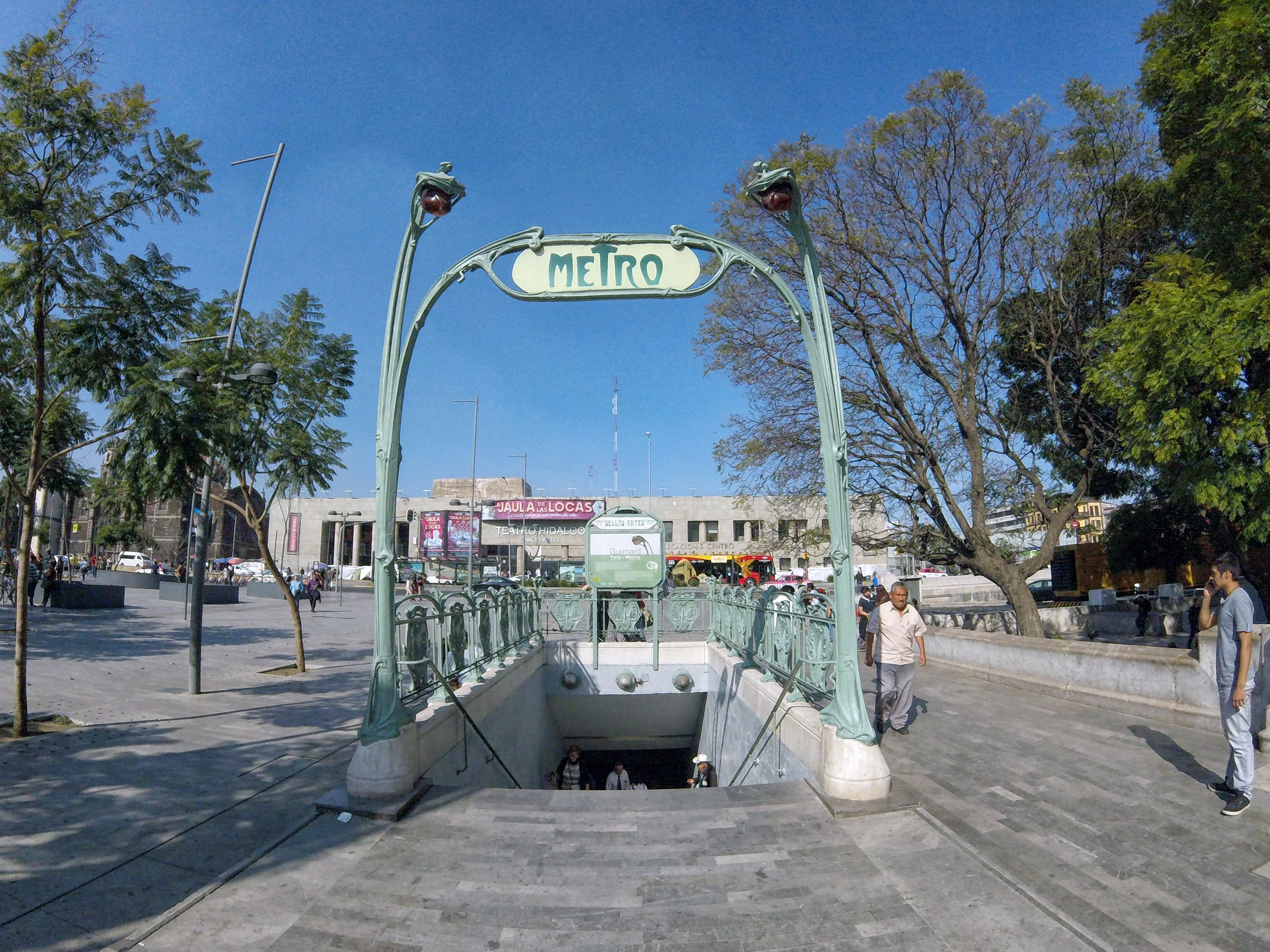
Vchod do stanice Bellas Artes

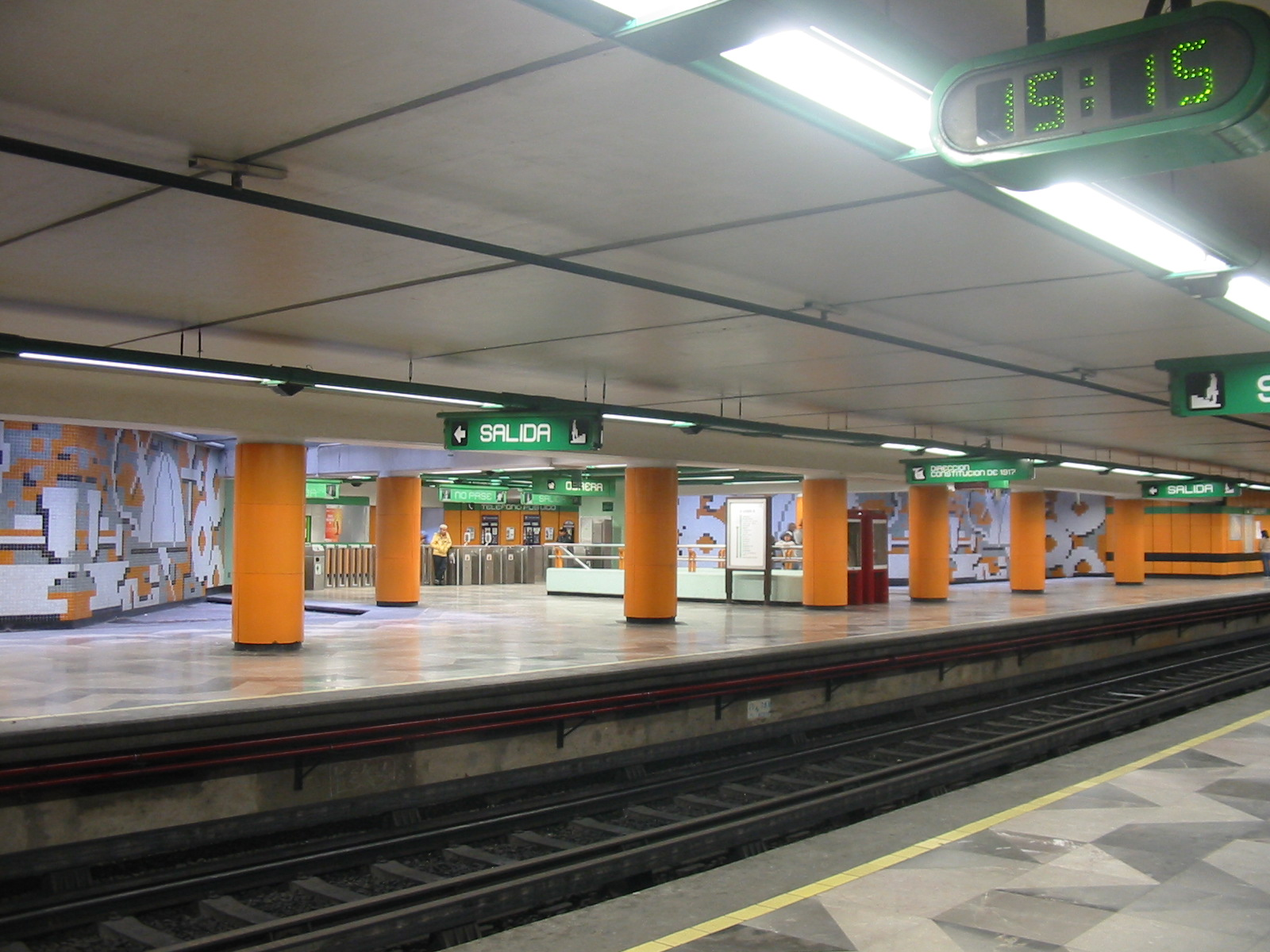
Stanice Obrera

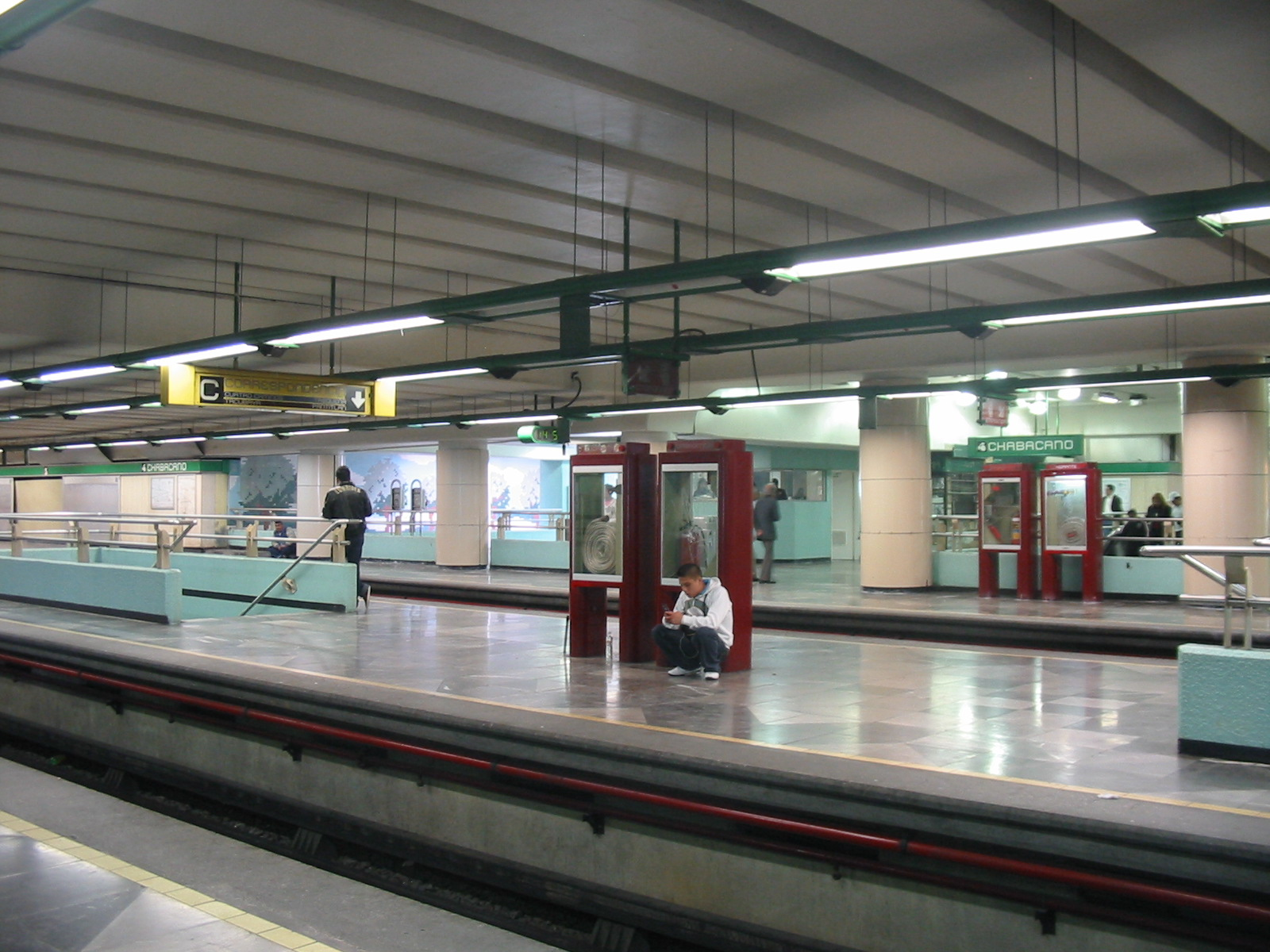
Stanice Chabacano

Některé stanice dříve nesly jiný název
- UAM-I (původně La Purísima)